# Dolichoderus granulatus
Dolichoderus granulatus é uma espécie de formiga do gênero Dolichoderus.